# Industry (Maine)
Industry és una població dels Estats Units a l'estat de Maine (EUA). Segons el cens del 2000 tenia 790 habitants.

## Demografia
Segons el cens del 2000, Industry tenia 790 habitants, 306 habitatges, i 219 famílies. La densitat de població era de 10,2 habitants/km².
Dels 306 habitatges en un 28,8% hi vivien nens de menys de 18 anys, en un 62,7% hi vivien parelles casades, en un 4,2% dones solteres, i en un 28,4% no eren unitats familiars. En el 20,6% dels habitatges hi vivien persones soles el 8,2% de les quals corresponia a persones de 65 anys o més que vivien soles. El nombre mitjà de persones vivint en cada habitatge era de 2,58 i el nombre mitjà de persones que vivien en cada família era de 2,97.
Per edats la població es repartia de la següent manera: un 25,9% tenia menys de 18 anys, un 6,3% entre 18 i 24, un 30,1% entre 25 i 44, un 24,6% de 45 a 60 i un 13% 65 anys o més.
L'edat mediana era de 39 anys. Per cada 100 dones de 18 o més anys hi havia 101,7 homes.
La renda mediana per habitatge era de 32.292 $ i la renda mediana per família de 36.875 $. Els homes tenien una renda mediana de 29.375 $ mentre que les dones 18.875 $. La renda per capita de la població era de 14.403 $. Entorn del 13,1% de les famílies i el 18,1% de la població estaven per davall del llindar de pobresa.